# Peggy Hopkins Joyce

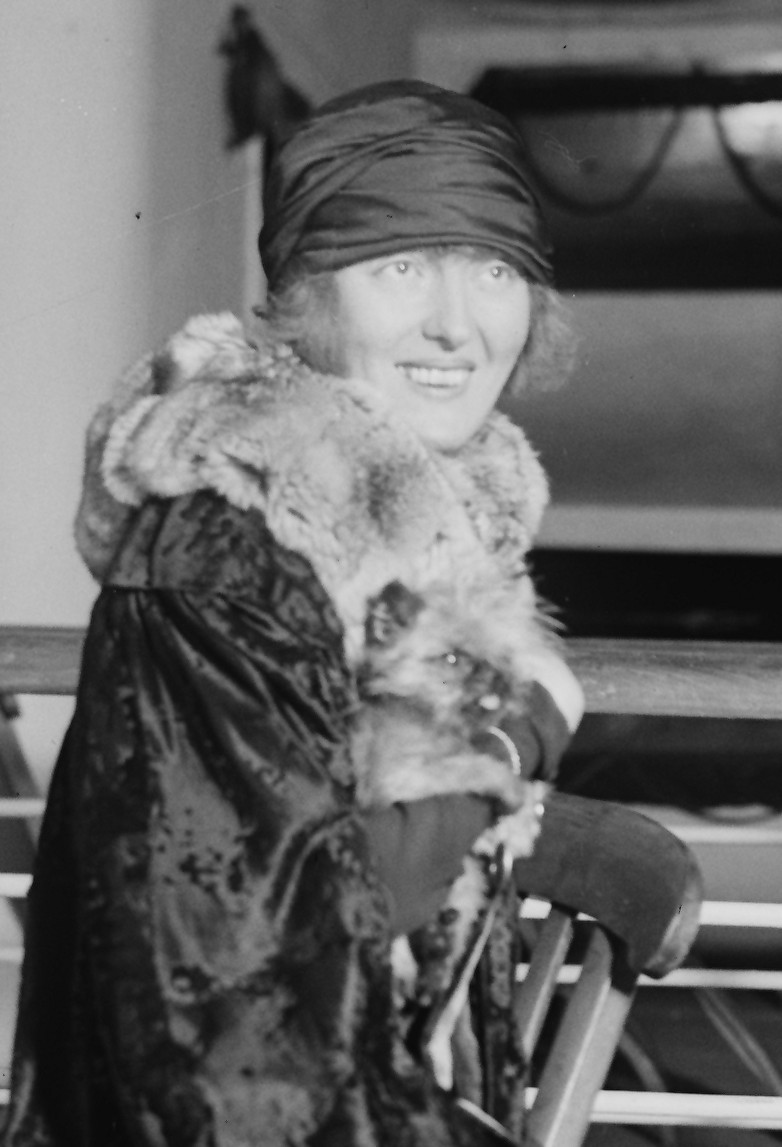
Peggy Hopkins Joyce, 1925

Peggy Hopkins Joyce, geboren als Marguerite Upton, (* 26. Mai 1893 in Berkley, Virginia; † 12. Juni 1957 in New York City) war eine amerikanische Film- und Broadway-Schauspielerin. Durch ihre Scheidungen galt sie als eine der reichsten Frauen der Welt. Diese Lebensführung machte die Bezeichnung Gold-digger populär.

## Leben
Marguerite Upton war die Tochter des Friseurs Sam Upton und seiner Ehefrau Dora Wood. Im Jahr 1910 lief sie von zu Hause fort und schloss sich einer Vaudeville-Truppe an. Im selben Jahr heiratete sie Everett Archibald Jr., den jüngsten Sohn einer wohlhabenden Familie aus Washington, D.C. Nach nur zwei Tagen wurde die Ehe annulliert. Kurz darauf ging sie nach New York und verdiente ihren Lebensunterhalt zunächst als Model, zwei Jahre später wurde sie Gruppentänzerin der Ziegfeld Follies und stieg bis 1913 zur Einzeltänzerin am New Yorker Broadway auf. Neben ihren „unzähligen“ Ehen löste Peggy Hopkins Joyce auch mit ihren Liebesbeziehungen, unter anderem mit Charlie Chaplin, Jack Dempsey und Irving Thalberg, in den Vereinigten Staaten einige Skandale aus. 1950 lernte sie den Bankier Andrew Meyer kennen, mit dem sie bis zu ihrem Tod zusammenlebte.
Die Rolle der Lorelei Lee, gespielt von Marilyn Monroe, in der Filmkomödie Blondinen bevorzugt (1953) basiert auf Episoden aus dem Leben der Millionärin Peggy Hopkins Joyce.

## Ehemänner
- 1910–1910 (annulliert nach zwei Tagen) Everett Archibald Jr.
- 1913–1919 (Scheidung) Sherburne Philbrick Hopkins Jr.
- 1920–1921 (Scheidung) James Stanley Joyce
- 1924–1924 (Scheidung nach sechs Wochen) Gustave Morner
- 1945–1947 (Scheidung) Anthony Easton
- 1953–1957 (bis zu ihrem Tod) Andrew Meyer

## Filmografie (Auswahl)
- 1916: The Turmoil
- 1916: Dimples
- 1918: The Woman and the Law
- 1933: Hotel International (International House)